# Carles XII de Suècia
Carles XII de Suècia (suec: Karl XII)  (The Royal Court Parish, 27 de juny de 1682 - Halden, 11 de desembre de 1718), anomenat Carolus Rex i l'Alexandre del Nord, fou el rei de Suècia de 1697 fins a la seva mort, el 1718. És considerat l'últim rei guerrer de Suècia. Fou l'únic fill del rei Carles XI i d'Ulrica Elionor de Dinamarca que sobrevisqué. Assumí el poder, després d'un govern de transició que durà set mesos, a l'edat de quinze anys.
El 1700, les forces aliades de Dinamarca-Noruega, Saxònia-República de les Dues Nacions i el Tsarat Rus llançaren un atac per tres fronts contra el protectorat suec de Holstein-Gottorp i les províncies sueques de Livònia i Íngria. Els aliats volien aprofitar la pretesa debilitat de l'Imperi Suec, que no disposava d'aliats importants i estava a mans d'un jove i inexpert monarca. Aquesta triple ofensiva donà inici a la Gran Guerra del Nord. Liderant el formidable exèrcit suec Carles XII el 1706 havia sotmès tots els seus adversaris excepte Rússia.
Carles XII marxà contra Moscou, però fracassà i l'exèrcit suec fou derrotat a Poltava i es rendí en massa a Perevolochna. El monarca suec es veié obligat a exiliar-se diversos anys a l'Imperi Otomà, abans de retornar a l'acció liderant un atac contra Noruega, per obligar el monarca danès a firmar la pau i, així, poder-se concentrar en el front rus. Les dues campanyes contra Noruega fracassaren i comportaren la mort de Carles XII el 1718 durant el Setge de Fredriksten. Abans de la mort del monarca, els suecs només conservaven Suècia, mentre que la resta de l'Imperi havia estat ocupat pels seus enemics. Els canvis en les fronteres foren oficialitzats posteriorment en el Tractat de Nystad. La conclusió de la Gran Guerra del Nord no només suposà la fi de l'Imperi Suec, sinó que també comportà la fi de la monarquia absoluta i del seu model d'organització militar, donant lloc a un govern parlamentari únic a l'Europa continental. Aquest model fou vigent durant més de mig segle fins que l'autocràcia reial fou restaurada pel rei Gustau III de Suècia.
Carles fou un cap militar extremadament hàbil i tàctic excepcional; així mateix, també fou un hàbil polític al qual se li atribueixen canvis importants en la legislació i el sistema fiscal. Pel que fa a la seva famosa reluctància a signar la pau, és citat per Voltaire afirmant en esclatar la guerra: "he decidit no començar mai una guerra injusta, però no donar per finalitzat un conflicte legítim fins a derrotar els enemics". La guerra consumí més de la meitat de la seva vida i gairebé tot el seu regnat. Mai es casà ni tingué descendència. Per aquest motiu, fou succeït per la seva germana, l'Ulrica Elionor, que fou forçada a cedir gran part dels seus poders al Riksdag dels Estats i optà per abdicar a favor del seu marit, que esdevingué el rei Frederic I de Suècia.

## El Títol reial

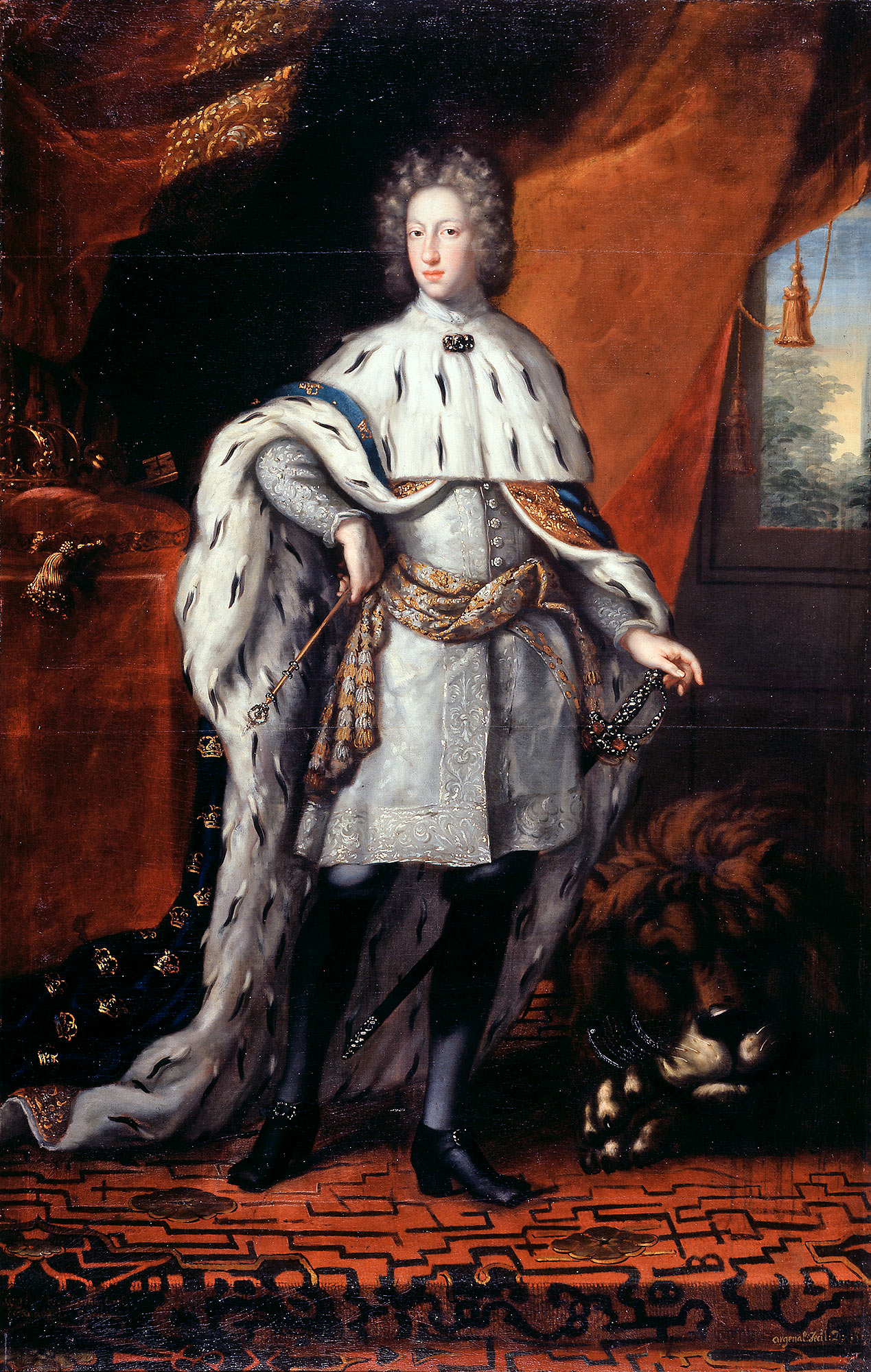
Carles XII als 15 anys com a rei de l'Imperi Suec

Carles, com tots els reis, condensà tots els seus títols en una sola frase:
"Nos Carles, per la Gràcia de Déu Rei de Suècia, els Gots i els Wends, Gran Príncep de Finlàndia, Duc d'Estònia i Carèlia, Senyor d'Íngria, Duc de Bremen, Verden i Pomerània, Príncep de Rügen i Senyor de Wismar, i també Comte palatí del Rin, Duc de Baviera, Comte de Zweibrücken-Kleeburg, així com Duc de Jülich, Duc de Clèveris i Berg, Comte de Veldenz, Sponheim i Ravensberg i Senyor de Ravenstein"
Va esser coronat com a Carles XII de Suècia, però això no significa que fos el dotzè rei suec amb aquest nom. Els reis suecs: Eric XIV (1560–1568) i Carles IX (1604–1611) s'atorgaren a si mateixos els respectius numerals després d'estudiar una història mitològica de Suècia. En aquells moments era el sisè rei Carles. La tradició de la numeració no matemàtica continua amb l'actual rei suec, Carles XVI Gustau, que es considera l'equivalent de Carles XVI.

## La Gran Guerra del Nord

### Les Primeres campanyes

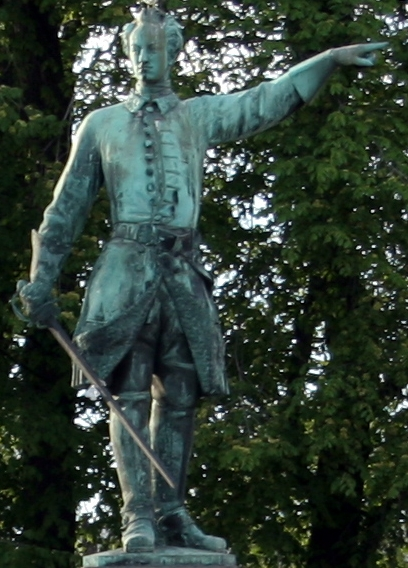
Part del Monument a Carles XII a Estocolm, amb Carles apuntant envers Rússia. Localment se'l coneix com "el lleó entre les olles" fent referència als morters col·locats a les cantonades del monument, en contraposició a una altra pròxima estàtua de Carles XIII que té lleons a les cantonades, i que és coneguda com "una olla entre lleons", on l'olla vol dir ximple.

Entorn del 1700, els reis de Dinamarca-Noruega, Saxònia (governada per l'Elector Frederic August I, que també era rei de Polònia i Lituània) i Rússia s'uniren en una aliança contra l'Imperi Suec, en gran part gràcies als esforços de Johann Reinhold Patkul, un noble de la Livònia Sueca considerat traïdor arran de la "gran reducció" de Carles XI, que desposseí la noblesa de gran part de les seves terres i propietats. A final de 1699 Carles envià un petit destacament per reforçar el seu cunyat, Frederic IV de Holstein-Gottorp, que fou atacat per forces daneses l'any següent. Simultàniament, un exèrcit saxó envaí la Livònia Sueca i inicià el setge de Riga, la ciutat més poblada de l'Imperi Suec. Rússia també declarà la guerra a Suècia, però no atacà l'Íngria Sueca fins a la fi de l'estiu.
La primera campanya de Carles fou contra Dinamarca-Noruega, governada pel seu cosí Frederic IV de Dinamarca. Per aquesta campanya, Carles s'assegurà el suport del Regne d'Anglaterra i les Províncies Unides, que eren les dues grans potències marítimes de l'època, que es veien afectades per les amenaces daneses de bloquejar l'Øresund i, per tant, tot el comerç amb el Mar Bàltic. Carles XII liderà una força d'invasió de 8.000 homes i 43 vaixells contra Sjælland. L'èxit de l'ofensiva sueca forçà a Dinamarca a signar el Tractat de Traventhal, que obligà els danesos a aturar les hostilitats i indemnitzar Holstein.
Havent forçat Dinamarca-Noruega a signar la pau en uns pocs mesos, Carles XII posà la seva atenció en els seus dos altres poderosos veïns, el rei August II (cosí de Carles XII i Frederic IV de Dinamarca-Noruega) i el rei Pere el Gran de Rússia, que també entrà en guerra amb els suecs, irònicament ho feu el mateix dia que Dinamarca rubricà el tractat de pau.
Els russos iniciaren les seves operacions atacant la Livònia Sueca i l'Estònia Sueca. Carles contraatacà a la batalla de Narva (1700), a la qual un exèrcit suec de 10.000 homes s'enfrontà a una força russa quatre vegades superior. Tot i això, Carles atacà cobert per una tempesta, dividint les forces russes i derrotant-les. Moltes de les forces de Pere el Gran que fugien del camp de batalla acabaren ofegades al riu Narva. Els russos patiren uns 10.000 morts, mentre que els suecs perderen 667 homes.
Carles deixà fugir l'exèrcit rus i es concentrà en Polònia-Lituània, que en aquell moment era oficialment neutral i que pretenia establir negociacions amb els suecs, oferta que gaudia del suport del Parlament suec. Carles derrotà el rei August II de Polònia, que encapçalava un exèrcit combinat: polonès-lituà-saxó, a la batalla de Klissow el 1702 i ocupà bona part del territori polonès i lituà. Després de destronar August com a líder de la Confederació de Polònia i Lituània, Carles XII establí el rei Stanisław Leszczyński, que actuà seguint els interessos de Carles, al tron.

### El Ressorgiment rus

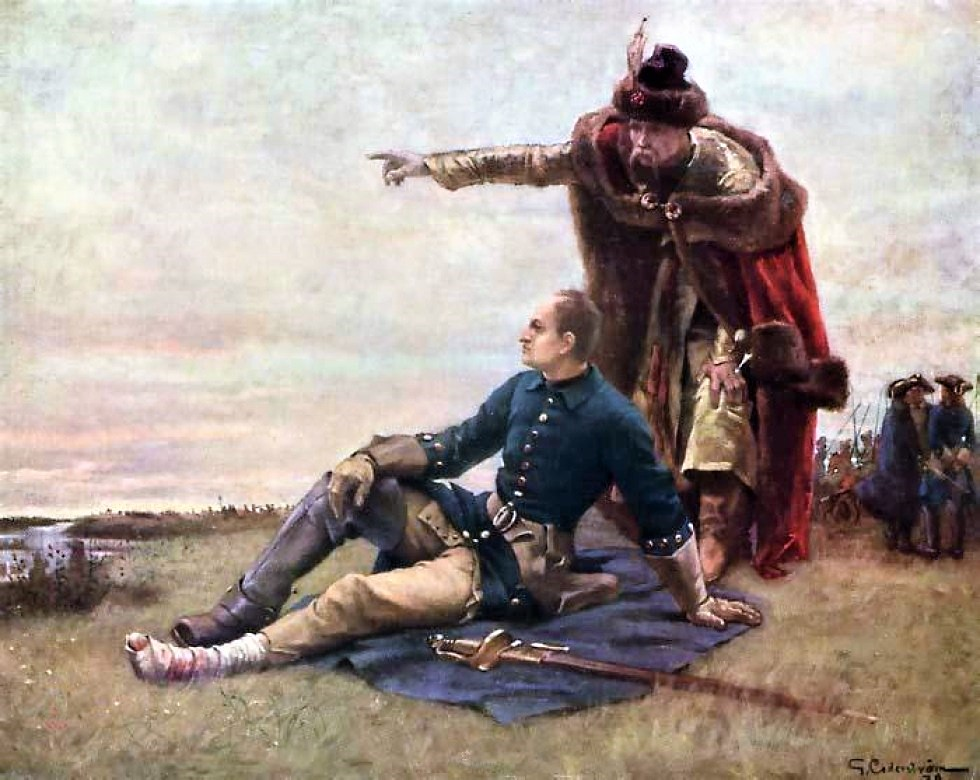
Carles XII i Ivan Mazepa al Dnièper després de la batalla de Poltava per Gustaf Cederström

Mentre Carles derrotà diverses vegades August II, assegurant la corona pel seu aliat Stanisław Leszczyński i forçant la rendició dels saxons, el Tsar Pere el Gran emprengué un pla de reforma militar per modernitzar l'exèrcit rus, utilitzant models d'èxit emprats en altres estats europeus. Les forces russes aconseguiren internar-se a l'Íngria Sueca i fundar la ciutat de Sant Petersburg. Carles XII planejà una ofensiva contra Rússia, aliat amb l'Ivan Mazepa i l'Hetman dels Cosacs Ucraïnesos. Carles XII deixà 24.000 alemanys i polonesos per la defensa de Polònia i Lituània, i marxà des de Saxònia cap a l'est el 1707 amb 35.000 homes. Al cos principal s'hi uniren els 12.500 homes d'Adam Ludwig Lewenhaupt que marxaren des de les seves bases a la Livònia Sueca. Per tal de garantir la defensa de l'Imperi Suec i els seus dominis, Carles destinà 28.000 homes a defensar Suècia, 14.000 homes per la defensa de Finlàndia, així com d'altres guarnicions a les províncies bàltiques i alemanyes.
Després de consolidar la seva victòria a la batalla de Holowczyn, on les seves forces eren superades d'1 a 3 pels russos, Carles optà per marxar envers l'est, en comptes d'intentar ocupar Moscou, per atacar Sant Petersburg, fundada cinc anys abans a partir de la ciutat sueca de Nyenskans Pere el Gran, no obstant això, decidí emboscar les tropes de Lewenhaupt, a Lesnaia, per evitar la unió de les forces d'invasió sueques. L'emboscada tingué èxit i els suecs perderen valuosos subministraments, gran part de l'artilleria i la meitat dels homes de Lewenhaupt. L'aliat polonès de Carles, Stanisław Leszczyński, no pogué enviar-li reforços degut a problemes d'ordre intern. Carles esperava una rebel·lió massiva dels cosacs ucraïnesos liderats per Mazepa, el qual havia promès aportar 40.000 homes, però els russos aconseguiren esclafar la rebel·lió i destruïren la capital cosaca, Baturin. Per segon cop en la campanya Carles no aconseguí reunir-se amb els seus aliats. La duresa del clima rus passà factura a l'exèrcit suec i Carles establí els seus quarters d'hivern a Ucraïna.
En el moment de la decisiva batalla de Poltava, Carles estava ferit i incapacitat per dirigir les tropes, un terç de la seva infanteria havia mort, i el seu tren de subministrament havia estat destruït. Amb l'exèrcit de Carles reduït a 23.000 homes, amb molts ferits i assetjant Poltava, el General Carl Gustav Rehnskiöld es trobava clarament en desavantatge davant del modernitzat i fortificat exèrcit de Pere el Gran, format per uns 45.000 homes. L'assalt suec fou un complet desastre i el rei fugí amb una petita escorta cap a l'Imperi Otomà, on establí un campament a Bender amb 1.000 dels seus Carolins ((suec) "Karoliner"). La derrota sueca a Poltava és considerada, per alguns historiadors, el moment de la mort de l'Imperi Suec i el de la fundació de l'Imperi Rus. Les restes de l'exèrcit suec, liderades per Lewenhaupt, es rendiren uns dies després a Perevolochna. La major part de les tropes passaren la resta dels seus dies com a presoners de guerra a Rússia.

### L'Exili a l'Imperi Otomà

Monograma Reial

Els turcs inicialment donaren la benvinguda al rei suec, el qual aconseguí provocar la Guerra Russoturca de 1710-1711. Les despeses de l'estada de Carles a l'Imperi Otomà foren sufragades pel pressupost otomà. Els otomans construïren un petit poble, anomenat Karlstad, prop de Bender per tal d'acollir la creixent població sueca. El Sultà Ahmet III, com un gest de bona voluntat envers Carles, comprà alguns dels nens i dones sueques posats a la venda pels russos i els retornà als suecs.
No obstant això, la cort otomana es cansà de les constants intrigues de Carles. Els suecs acumularen grans deutes amb els comerciants de Bender. El campament suec fou atacat per "incontrolats" otomans i geníssers, aquest combat és conegut com el Tumult de Bender. Els geníssers tenien ordres de capturar viu Carles, el qual fou condemnat a l'arrest domiciliari un cop els turcs s'imposaren als escassos defensors suecs. Durant la seva reclusió el monarca es dedicà a jugar als escacs i a estudiar la marina otomana i l'arquitectura naval dels seus galions. Els seus esbossos i dissenys eventualment donaren lloc als famosos vaixells de guerra suecs: Jarramas i Jilderim.
Mentrestant, russos i polonesos recuperaren i expandiren els seus territoris. La Gran Bretanya, adversària de Suècia, abandonà els seus compromisos amb els suecs quan el Regne de Prússia atacà les possessions sueques a Alemanya. Rússia ocupà Finlàndia, iniciant el que seria un autèntic genocidi (la Gran Ira entre 1713-1721). Després de les derrotes del gruix de les forces sueques a Finlàndia, a la batalla de Pälkäne i la batalla de Storkyro, els militars, funcionaris i clergues suecs abandonaren el país deixant-lo en mans russes. En paral·lel, August II recuperà el tron polonès.

### La Pomerània i Noruega

Portant a casa el cos de Carles XII. Una pintura romàntica de Gustaf Cederström, 1884

Carles aconseguí trencar el seu arrest domiciliari a Constantinoble i aconseguí retornar a la Pomerània Sueca, creuant Europa a cavall en tan sols quinze dies. Viatjà a través de les terres dels Hasburg, passant per Viena, i arribant a Stralsund.
Quan Carles arribà a la seva terra natal després de 14 anys, Suècia estava en guerra amb Rússia, Saxònia, Hannover, Anglaterra i Dinamarca. Els enemics dels suecs planificaren una ofensiva conjunta sobre Suècia. El pla era atacar Suècia des de l'oest i el sud, mentre que els russos atacaven Estocolm des de Finlàndia. Per primer cop, Suècia es veia forçada a restar a la defensiva i a esforçar-se per garantir la integritat territorial de la mateixa Suècia. Carles decidí atacar Noruega, per dificultar el subministrament danès en una eventual ofensiva sobre les Terres d'Escània, que privada de subministraments estaria condemnada al fracàs.
La primera invasió de Noruega tingué lloc el 1716, quan 7.000 suecs ocuparen Christiania o assetjaren la Fortalesa d'Akershus. No obstant això, la manca de canons de setge permeté als noruecs mantenir les seves posicions i conservar bona part de les seves forces. Carles XII es veié obligat a retirar-se de la capital noruega el 29 d'abril, havent causat unes pèrdues mínimes en homes i materials als defensors. A mitjans de maig, Carles atacà la ciutat fronterera de Fredrikshald, en un intent d'ocupar la Fortalesa de Fredriksten. Els suecs iniciaren un intens bombardeig contra la fortalesa, tot i que es veieren obligats a retirar-se després que els noruecs incendiessin Fredrikshald. Durant el setge, la flota sueca que aprovisionava les tropes fou derrotada per Tordenskjold a la batalla de Dynekilen.

## La Mort
El 1718 Carles tornà a envair Noruega. La força principal, formada per 40.000 homes, posà setge a Fredriksten. Mentre inspeccionava les trinxeres d'avantguarda, l'onze de desembre (30 de novembre C.J.)) de 1718, Carles morí d'un tret al cap. El tret penetrà pel costat dret del seu crani i sortí per l'esquerra, destruint gran part del seu cervell. La invasió fou abandonada i el cos de Carles fou transportat a través de la frontera. Un altre cos d'exèrcit, a les ordres de Carl Gustaf Armfeldt, de 10.000 homes atacà Trondheim, però fou rebutjat. Durant la retirada, coneguda com la Marxa Carolina de la Mort, foren baix gairebé la meitat dels efectius suecs.

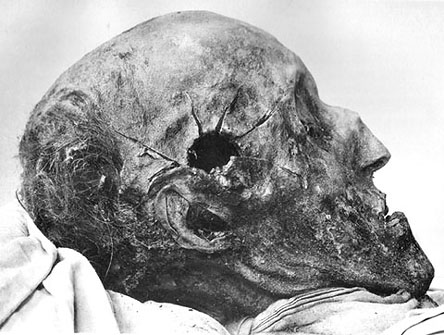
Autòpsia de Carles XII el 1916

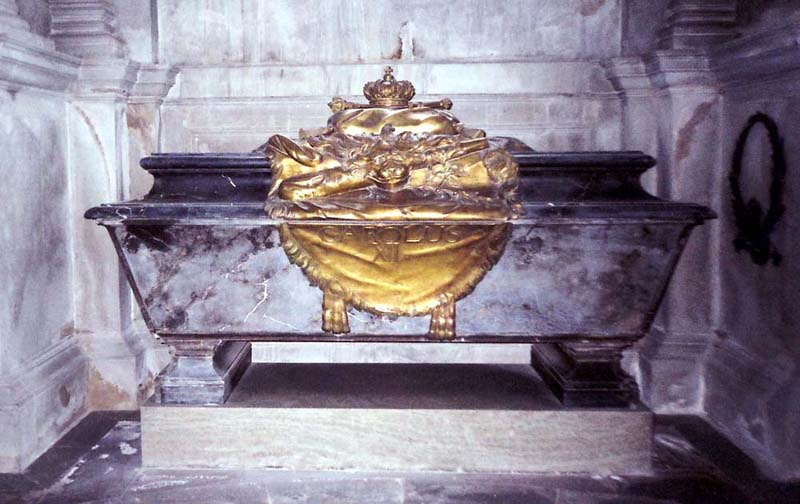
Sacòfag de Carles XII a l'Església de Riddarholmen, Estocolm

Les circumstàncies exactes de la mort de Carles mai han estat esclarides. Tot i les múltiples investigacions del camp de batalla, de la calavera de Carles i les seves robes, no es coneix exactament on morí i si el tret provenia de les línies noruegues o sueques.
Una teoria popular, però que no s'ha comprovat mai, és que el seu assassinat fou una conspiració liderada pel marit de la seva germana Ulrica Elionor, que fou coronat com a Frederic I de Suècia. Es creu que l'assassinat fou dut a terme per l'ajudant de camp de Frederic, L'André Sicre, el qual ho confessà durant un deliri febril, però que posteriorment es retractà.
Existeixen moltes teories sobre com el rei Carles morí aquella nit, però cap d'elles és inqüestionable; encara que hi havia molta gent entorn del rei, no hi havia ningú a prop seu en el moment exacte de la seva mort. La teoria amb més suports afirma que Carles fou mort per un soldat enemic. Com que estava a l'abast de les armes daneses, pogué ser ferit mortalment per la metralla o un franctirador D'altres teories són més sinistres; una afirma que els defensors no estaven disparant en aquells moments, i que el seu assassí podria ser un dels seus enemics suecs. Alguns partidaris d'aquesta teoria afirmen que l'autor material de la mort del monarca hauria estat un soldat que volia posar fi a la guerra. D'altres afirmen que hauria estat un enviat del cunyat de Carles, el qual acabaria assolint el tron. D'altres afirmen que la seva mort fou resultat d'un complot dels suecs rics que volien beneficiar-se de la retirada de l'impost del 17% sobre el capital que defensava en Frederic.
Una altra versió és la proposada per l'escriptor finlandès Carl Nordling, que afirma que el cirurgià del rei, Melchior Neumann, va somiar que el rei li havia dit en un somni que no li van disparar des de la fortalesa, sinó que ho feu "algú que s'acostà silenciosament" El cos ha estat exhumat en tres ocasions per determinar la causa de la mort, el 1746, el 1859 i el 1917 L'exhumació del 1859 va trobar que la ferida era provocada per un tret des de la fortalesa noruega, mentre que les altres dues anàlisis van determinar que havia estat assassinat.
Carles fou succeït en el tron suec per la seva germana, l'Ulrica Elionor. Com que el Palatinat-Zweibrücken només podia ser heretat per un mascle, Carles fou succeït pel seu cosí en Gustau Leopold.

## El llegat
La reputació de Carles, bona o dolenta, fou confirmada per les línies que li dedicaren Voltaire i Johnson, entre d'altres autors. Considerat excepcional per abstenir-se de l'alcohol i les dones, se sentia més còmode durant la guerra que en cap altre espai. Informes contemporanis afirmen que tenia una tolerància inhumana al dolor i a la seva completa manca d'emocions. Les seves brillants campanyes i les seves victòries sorprenents portaren el seu país a la cúspide del seu prestigi i poder, després de la seva mort es guanyà el sobrenom del "darrer dels Vikings", tot i que la Gran Guerra del Nord comportà la derrota de Suècia i la fi de l'Imperi Suec.
La mort de Carles marcà el final de la monarquia autocràtica a Suècia, i la posterior Era de la Llibertat que comportà un transvasament de poders del monarca al parlament. Els historiadors de final del segle xviii i principi del XIX consideren la mort de Carles com el resultat d'un complot aristocràtic.
Gustau IV Adolf de Suècia, el rei que refusà doblegar-se a les exigències de Napoleó Bonaparte, malgrat el gran poder d'aquest, "s'identificava a si mateix amb Carles com el tipus de persona justa que lluita contra la iniquitat" (Roberts). Durant el segle xix pel nacionalisme romàntic, Carles XII fou recordat com un heroi nacional idealitzat, el jove rei guerrer victoriós, i la seva lluita contra el Tsar Pere el Gran s'associà amb l'enemistat contemporània de Suècia i Rússia (en el segle següent a la mort del rei, Rússia aconseguí apoderar-se a poc a poc de Finlàndia). Alguns exemples de la romàntica heroització de Carles XII: la cançó d'Esaias Tegnér Kung Karl, den unge hjälte (1818), l'estatua de Johan Peter Molin al Kungsträdgården d'Estocolm i la pintura de Gustav Cederström Karl XII:s likfärd ("Processó funerària de Carles XII", 1878). La data de la mort de Carles va ser escollida per una associació d'estudiants de la Universitat de Lund per celebrar una marxa de torxes des del 1853.
El 1901, L'August Strindberg a la seva obra de teatre Karl XII trenca amb la visió mitificada d'aquest, mostrant un Carles XII introvertit en conflicte amb els seus súbdits pobres. Strindberg respongué al "Swedish cult of Charles XII" de Steene afirmant que Carles havia estat "la ruina de Suècia, el gran delinqüent, un rufià, l'ídol dels esvalotadors, un falsificador." En Verner von Heidenstam, tanmateix, un dels seus oponents, al seu llibre Karolinerna: "emfatitzà la fermesa heroica del poble suec en els anys ombrívols de les prolongades campanyes de Carles XII" (Scott).
En la dècada del 1930, els nazis suecs commemoraren els aniversaris de la mort de Carles XII, i poc abans de l'inici de la Segona Guerra Mundial, Adolf Hitler rebé una escultura del monarca pel seu aniversari. A final del segle xx, els nacionalistes i neonazis suecs havien portat a terme diferents actes al 30 de novembre; no obstant això, regularment foren interrompudes per contra-manifestants i foren abandonades recentment.
Alguns escriptors russos comparen en Carles XII amb Napoleó i Hitler en tant que invasors estrangers que fracassaren en els seus intents d'envair el centre de Rússia.

## Les contribucions científiques
A més a més de ser un monarca, els interessos del rei incloïen les matemàtiques i tot allò que el pogués afavorir en els seus propòsits bèl·lics. Se li atribueix la invenció del sistema octal, que és considerat més útil per a la guerra perquè totes les caixes utilitzades per als materials bèl·lics eren cúbiques.